# Isodar
 (octobre 2022).

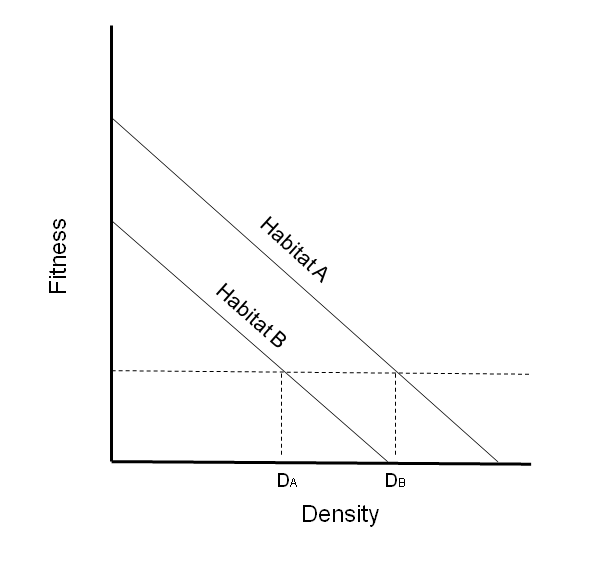
Figure 1. Fitness des individus en fonction de leur densité au sein de l'habitat A et de l'habitat B. Selon la distribution libre idéale, les individus se repartissent équitablement entre l'habitat A et l'habitat B de sorte que chaque individu ait la même fitness. Dans cet exemple, l'habitat comportera toujours plus d'individus que l'habitat B.

La théorie de l'isodar est une théorie d'écologie évolutive proposée par Douglas W. Morris dans les années 1980. Cette dernière souligne l'importance de l'abondance et donc de la compétition entre les membres d'une même espèce dans le processus de sélection d’habitat.
Étymologiquement, le nom isodar provient de la fusion de « iso », à savoir « le même » en latin, et de « dar », trois premières lettres du nom de Charles Darwin.